# Gabara lignea
Gabara lignea là một loài bướm đêm trong họ Erebidae.